# (15811) Nüsslein-Volhard
(15811) Nüsslein-Volhard est un astéroïde de la ceinture principale.

## Description
(15811) Nusslein-Volhard est un astéroïde de la ceinture principale. Il fut découvert le 10 juillet 1994 à Tautenburg par Freimut Börngen. Il présente une orbite caractérisée par un demi-grand axe de 3,21 UA, une excentricité de 0,17 et une inclinaison de 9,6° par rapport à l'écliptique.

## Compléments